# Invitation (Ailee)
Invitation è il primo EP della cantante sudcoreana Ailee, pubblicato nell'ottobre 2012.

## Tracce
1. I Will Show You (보여줄게; Boyeojulge) – 3:53
2. Into the Storm ((폭풍속으로) feat. Verbal Jint) – 3:31
3. Evening Sky (저녁 하늘) – 3:55
4. My Love (feat. Swings) – 3:35
5. Shut Up (feat. Simon D) – 3:23
6. Heaven – 3:38